# Transferkonto
Transferkonto ist eine Bezeichnung für eine zentrale Übersicht über alle erhaltenen Sozialtransfers. Die Idee stammt von Franz Prettenthaler und wurde von der ÖVP unter Finanzminister Josef Pröll aufgegriffen und in die politische Diskussion eingebracht. Als Ziele werden angegeben:
- Erhöhung der Treffsicherheit, indem dem Empfänger der Sozialtransfers mitgeteilt würde, auf welche Leistungen er noch Anspruch hätte.
- Entscheidungsgrundlage aufgrund von anonymisierten statistischen Verteilungsdaten für die Politik

## Öffentliche Diskussion
Der ÖAAB geht über diesen Vorschlag hinaus und fordert, dass alle Leistungen der öffentlichen Hand auf einem solchen Konto aufgeschlüsselt werden. Die SPÖ lehnt diesen Vorschlag ab und sieht darin eine verdeckte Initiative zum Sozialabbau und zu Kürzungen.
Am 2. März 2010 einigen sich SPÖ und ÖVP auf die „Erarbeitung von Grundlagen für ein Modell für die Darstellung der Leistungen sowohl in aggregierter als auch in individueller Form und die Bewertung der damit verbundenen Verwaltungsleistungen“ unter dem Schlagwort Transparenzdatenbank.